# Margriet Zegers
Inge Margriet Zegers (ur. 29 kwietnia 1954 w Heerenveen) – holenderska hokeistka na trawie. Złota medalistka olimpijska z Los Angeles.
Zawody w 1984 były jej jedynymi igrzyskami olimpijskimi, Holenderki triumfowały. W turnieju rozegrała pięć spotkań. Łącznie w reprezentacji Holandii wystąpiła w 55 meczach (1980-1984). Występowała w obronie. W 1983 znajdowała się wśród mistrzyń świata, w 1981 była srebrną medalistką tej imprezy.
Jej mężem jest Michiel de Ruiter, holenderski narciarz dowolny, olimpijczyk z 1992 i 1994.